# Leuven Bears in het seizoen 2021/22
Het seizoen 2021/2022 was het 19e jaar in het bestaan van de Leuvense basketbalclub Leuven Bears sinds de fusie in 2003. 

## Verloop
De club kwam uit in de nieuw opgerichte basketbalcompetitie van Nederland en België, de BNXT League. Zowel Josh Heath, Thibault Vanderhaegen, Malcolm Bernard verlengden hun contract bij de Bears. Maar daarnaast kregen ook de jonge spelers Remco Nunes, Tiago Nunes, Roel Bucumi, Lucas Ven en Wouter Willems een contract aangeboden. Jonas Delalieux en Joris Fauconnier verlieten de club. Als nieuwkomers haalden de Bears: Nick McGlynn, Romain Boxus, Kevin Stilmant, David Kralj, KeVaughn Allen. Nog voor de start van het seizoen vertrok Malcolm Bernard daarnaast werd wel zijn landgenoot Solomon Young aangetrokken. Met Jakob Čebašek werd een tweede Sloveense speler aangetrokken voor het seizoen 2021/22.
In februari verliet David Kralj de ploeg om persoonlijke redenen. Leuven verloor in de kwartfinale van de BNXT League waar ze onderuit gingen tegen ZZ Leiden. In de Beker van België verloren ze in de kwartfinale van Limburg United. Ze verloren in de play-offs van Kangoeroes Mechelen in de halve finale.

## Ploeg
Antwerp Giants ·
Apollo Amsterdam ·
Aris Leeuwarden ·
BAL ·
Union Mons-Hainaut ·
Den Helder Suns ·
Donar ·
Feyenoord ·
Heroes Den Bosch ·
Kangoeroes Basket Mechelen ·
Landstede Hammers ·
Leuven Bears ·
Liège Basket ·
Limburg United ·
Okapi Aalst ·
Oostende ·
Phoenix Brussels ·
Spirou Charleroi ·
The Hague Royals ·
Yoast United ·
ZZ Leiden